# Eduard von Müller (General, 1799)
Eduard Dietrich von Müller (* 16. Januar 1799 in Schwerin; † 21. September 1885 in Stralsund) war ein preußischer Generalleutnant.

## Leben

### Herkunft
Eduard war der Sohn des mecklenburg-schwerinschen Leutnants Johann Gottlieb von Müller (1770–1829) und dessen Ehefrau Charlotte Wilhelmine, geborene von Mühlenfels (1778–1802).

### Militärkarriere
Müller trat am 1. Oktober 1814 als Jäger in das Garde-Jäger-Bataillon der Preußischen Armee ein und avancierte bis Anfang April 1817 zum Sekondeleutnant. Bis 21. April 1838 stieg er zum Hauptmann und Kompaniechef. Zwei Jahre nach seiner Beförderung zum Major wurde Müller am 21. November 1848 zum Kommandeur des 2. Jäger-Bataillons ernannt. Daran schloss sich ab dem 18. Januar 1853 eine Verwendung als Bataillonskommandeur im 24. Infanterie-Regiment an und in dieser Eigenschaft wurde Müller am 22. März 1853 Oberstleutnant. Unter Beförderung zum Oberst erfolgte am 13. Juni 1854 seine Ernennung zum Kommandeur des 19. Infanterie-Regiments. Am 15. Juni 1857 wurde Müller als Kommandeur der 17. Infanterie-Brigade nach Glogau versetzt, am 7. Juli 1857 à la suite seines bisherigen Regiments gestellt sowie am 22. Mai 1858 zum Generalmajor befördert. Am 3. Juni 1859 wurde er mit Pension zur Disposition gestellt.
Anlässlich des Deutschen Krieg 1866 und des Krieges gegen Frankreich wurde Müller für die Dauer der Mobilmachung wiederverwendet und war als Kommandeur der stellvertretenden 5. Infanterie-Brigade in Stettin tätig. Er starb am 21. September 1885 in Stralsund.

### Familie
Müller heiratete am 22. August 1826 in Cammin Jenny von der Lancken (1803–1880). Das Paar hatte mehrere Kinder:
- Gustave Jenny Elisabeth Charlotte Caroline (* 1830) ⚭ 1882 Ernst von Müller (1817–1901), Herr auf Dubrau[3]
- Elisabeth (* 1832)
- Sophie (* 1834)
- Hermann (1835–1840)
- Eduard Johann Karl (1841–1932), preußischer Generalleutnant ⚭ Marie Schweickhardt (1850–1929)